# Pro14 2019/20
Pro14 2019/20 bezeichnet die 20. Saison der internationalen Rugby-Union-Meisterschaft Pro14 (aus Sponsoringgründen auch Guinness Pro14 genannt). Sie war auf 21 Spieltage geplant und begann am 27. September 2019. Beteiligt waren je vier Teams aus Irland und Wales sowie je zwei Teams aus Italien, Schottland und Südafrika. Das irische Team Leinster Rugby gewann den Titel zum dritten Mal in Folge. Wegen der COVID-19-Pandemie musste der Spielbetrieb für mehrere Monate unterbrochen werden, so dass das Finale erst am 12. September 2020 stattfand.

## Format
Die 14 Teams waren in zwei Conferences mit jeweils sieben Teams aufgeteilt, wobei in jeder Conference zwei Teams aus Irland und Wales sowie eines aus Italien, Schottland und Südafrika vertreten waren. Um ein ausgewogenes Wettbewerbsverhältnis zu gewährleisten, wurden die Teams auf der Grundlage ihrer Leistungen in der vorangegangenen Saison ungefähr gleichmäßig auf die Conferences verteilt. Die reguläre Saison sollte aus 21 Runden bestehen. Der ursprüngliche Spielplan war wie folgt geplant:
- je 6 Heim- und Auswärtsspiele gegen jede Mannschaft in der eigenen Conference
- 7 Spiele, entweder zu Hause oder auswärts, gegen die Mannschaften der anderen Conference
- 2 zusätzliche regionale Derbys

## Auswirkungen der COVID-19-Pandemie
Aufgrund der COVID-19-Pandemie wurde Ende Februar 2020 zuerst der Spielbetrieb der italienischen Clubs und am 14. März 2020 der Gesamtbetrieb unterbrochen. Bis zu diesem Zeitpunkt waren 13 reguläre Runden ausgetragen worden. Nach der Wiederaufnahme des Spielbetriebs am 21. August 2020 fanden zwei weitere Runden mit Derbys zwischen den zwölf europäischen Mannschaften statt. Am 25. August erklärten die Southern Kings, dass sie sich für den Rest des Jahres vom Spielbetrieb zurückziehen; daher entfielen die südafrikanischen Derbys.
In Abänderung des üblichen Formats trafen die beiden besten Mannschaften aus jeder der beiden Conferences Anfang September in den Halbfinalspielen aufeinander, um die Finalisten zu ermitteln. Das Viertelfinale, in dem die zweite und dritte Mannschaft jeder Conference aufeinandertreffen, wurde für die Saison 2019–20 gestrichen.

## Tabelle
M = Amtierender Meister
Conference A
|     | Team               | Spiele | Siege | Unent. | Ndlg. | Spiel- punkte | Diff. | Bonus- punkte | Tabellen- punkte |
| --- | ------------------ | ------ | ----- | ------ | ----- | ------------- | ----- | ------------- | ---------------- |
| 01. | Leinster Rugby (M) | 15     | 15    | 0      | 0     | 531:216       | + 315 | 9             | 69               |
| 02. | Ulster Rugby       | 15     | 8     | 1      | 6     | 385:306       | + 79  | 10            | 44               |
| 03. | Glasgow Warriors   | 15     | 8     | 0      | 7     | 364:329       | + 35  | 6             | 38               |
| 04. | Cheetahs           | 13     | 6     | 0      | 7     | 342:280       | + 62  | 7             | 32               |
| 05. | Dragons RFC        | 15     | 5     | 1      | 9     | 283:415       | – 132 | 2             | 24               |
| 06. | Zebre              | 15     | 3     | 1      | 11    | 230:399       | − 169 | 7             | 21               |
| 07. | Ospreys            | 15     | 2     | 2      | 11    | 205:375       | – 170 | 5             | 17               |

Conference B
|     | Team                   | Spiele | Siege | Unent. | Ndlg. | Spiel- punkte | Diff. | Bonus- punkte | Tabellen- punkte |
| --- | ---------------------- | ------ | ----- | ------ | ----- | ------------- | ----- | ------------- | ---------------- |
| 01. | Edinburgh Rugby        | 15     | 11    | 0      | 4     | 391:225       | + 166 | 7             | 51               |
| 02. | Munster Rugby          | 15     | 10    | 0      | 5     | 426:255       | + 171 | 11            | 51               |
| 03. | Scarlets               | 15     | 10    | 0      | 5     | 354:274       | + 80  | 7             | 47               |
| 04. | Connacht Rugby         | 15     | 8     | 0      | 7     | 302:360       | − 58  | 8             | 40               |
| 05. | Benetton Rugby Treviso | 15     | 6     | 1      | 8     | 309:350       | − 41  | 10            | 36               |
| 06. | Cardiff Blues          | 15     | 7     | 0      | 8     | 283:327       | – 44  | 5             | 33               |
| 07. | Southern Kings         | 13     | 1     | 0      | 12    | 204:498       | − 294 | 3             | 7                |

Die Punkte wurden wie folgt verteilt:
- 4 Punkte bei einem Sieg
- 2 Punkte bei einem Unentschieden
- 0 Punkte bei einer Niederlage (vor möglichen Bonuspunkten)
- 1 Bonuspunkt für vier oder mehr Versuche, unabhängig vom Endstand
- 1 Bonuspunkt bei einer Niederlage mit sieben oder weniger Punkten Unterschied

## Playoffs
|  | Halbfinale      | Halbfinale |                |              | Finale | Finale |
|  |                 |            |                |              |        |        |
|  |                 |            |                |              |        |        |
|  | Leinster Rugby  | 13         |                |              |        |        |
|  | Munster Rugby   | 3          |                |              |        |        |
|  |                 |            | Leinster Rugby | 27           |        |        |
|  |                 |            |                | Ulster Rugby | 5      |        |
|  | Edinburgh Rugby | 19         |                |              |        |        |
|  | Ulster Rugby    | 22         |                |              |        |        |
|  |                 |            |                |              |        |        |

### Halbfinale
| 4. September 2020 19:35 WESZ | Leinster Rugby                                                                          | 13 : 3         | Munster Rugby                 | Aviva Stadium, Dublin Zuschauer: 0 Schiedsrichter: Andrew Brace (Irland) |
| 4. September 2020 19:35 WESZ | Versuche: Kelleher 27. erh. Erhöhungen: Sexton (1/1) Straftritte: Sexton (2/3) 40., 67. | (10:3) Bericht | Straftritte: Hanrahan (1/3) 5 | Aviva Stadium, Dublin Zuschauer: 0 Schiedsrichter: Andrew Brace (Irland) |

| 5. September 1935 19:35 WESZ | Edinburgh Rugby                                                                                     | 19 : 22       | Ulster Rugby | Murrayfield Stadium, Edinburgh Zuschauer: 0 Schiedsrichter: Frank Murphy (Irland) |
| 5. September 1935 19:35 WESZ | Versuche: McInally 14. n.erh. Graham 46. erh. Dean 57. erh. Erhöhungen: van der Walt (2/3) 47., 59. | (7:0) Bericht | Versuche: Lyttle 54. erh. Herring 62. n.erh. Andrew 75. erh. Erhöhungen: Burns (1/2) Madigan (1/1) Straftritte: Madigan (1/1) 80. | Murrayfield Stadium, Edinburgh Zuschauer: 0 Schiedsrichter: Frank Murphy (Irland) |

### Finale
| 12. September 2020 19:35 WESZ | Leinster Rugby | 27 : 5         | Ulster Rugby             | Aviva Stadium, Dublin Zuschauer: 0 Schiedsrichter: Andrew Brace (Irland) |
| 12. September 2020 19:35 WESZ | Versuche: Lowe 12. erh. Henshaw 45. erh. Doris 71. erh. Erhöhungen: R. Byrne (2/2) Sexton (1/1) Straftritte: R. Byrne (2/2) 26., 44. | (10:5) Bericht | Versuche: Hume 3. n.erh. | Aviva Stadium, Dublin Zuschauer: 0 Schiedsrichter: Andrew Brace (Irland) |

| 15                 | Jordan Larmour      |     |
| 14                 | Hugo Keenan         |     |
| 13                 | Garry Ringrose      | 67. |
| 12                 | Robbie Henshaw      |     |
| 11                 | James Lowe          |     |
| 10                 | Ross Byrne          | 59. |
| 09                 | Jamison Gibson-Park | 59. |
| 08                 | Jack Conan          |     |
| 07                 | Josh van der Flier  | 72. |
| 06                 | Caelan Doris        |     |
| 05                 | James Ryan          | 62. |
| 04                 | Devin Toner         |     |
| 03                 | Andrew Porter       | 62. |
| 02                 | Rónan Kelleher      | 59. |
| 01                 | Cian Healy          | 52. |
| Auswechselspieler: |                     |     |
| 16                 | James Tracy         | 59. |
| 17                 | Ed Byrne            | 52. |
| 18                 | Michael Bent        | 62. |
| 19                 | Scott Fardy         | 62. |
| 20                 | Will Connors        | 72. |
| 21                 | Luke McGrath        | 59. |
| 22                 | Jonathan Sexton     | 59. |
| 23                 | Rory O’Loughlin     | 67. |
| Trainer:           |                     |     |
| Leo Cullen         |                     |     |

| 15                 | Michael Lowry    |             |
| 14                 | Rob Lyttle       |             |
| 13                 | James Hume       |             |
| 12                 | Stuart McCloskey |             |
| 11                 | Jacob Stockdale  |             |
| 10                 | Billy Burns      | 54.         |
| 09                 | Alby Mathewson   | 47.         |
| 08                 | Marcell Coetzee  | 47.         |
| 07                 | Sean Reidy       |             |
| 06                 | Matty Rea        | 55.         |
| 05                 | Iain Henderson   | 47.         |
| 04                 | Alan O’Connor    |             |
| 03                 | Tom O’Toole      | 55.         |
| 02                 | Rob Herring      | 20. 34. 72. |
| 01                 | Eric O’Sullivan  | 47.         |
| Auswechselspieler: |                  |             |
| 16                 | John Andrew      | 20. 34. 72. |
| 17                 | Jack McGrath     | 47.         |
| 18                 | Marty Moore      | 55.         |
| 19                 | Sam Carter       | 47.         |
| 20                 | Jordi Murphy     | 55.         |
| 21                 | John Cooney      | 47.         |
| 22                 | Ian Madigan      | 54.         |
| 23                 | Nick Timoney     | 47.         |
| Trainer:           |                  |             |
| Dan McFarland      |                  |             |

## Statistik

### Meiste erzielte Versuche
|    | Name           | Verein           | Versuche |
| -- | -------------- | ---------------- | -------- |
| 1. | Rhyno Smith    | Central Cheetahs | 7        |
| 2. | Mark Bennett   | Edinburgh Rugby  | 6        |
| 2. | Steff Evans    | Scarlets         | 6        |
| 2. | Dave Kearney   | Leinster Rugby   | 6        |
| 2. | Rónan Kelleher | Leinster Rugby   | 6        |

### Meiste erzielte Punkte
|    | Name         | Verein                | Punkte |
| -- | ------------ | --------------------- | ------ |
| 1. | John Cooney  | Ulster Rugby          | 94     |
| 2. | Sam Davies   | Newport Gwent Dragons | 72     |
| 3. | Jarrod Evans | Cardiff Blues         | 70     |
| 4. | Ross Byrne   | Leinster Rugby        | 69     |
| 5. | JJ Hanrahan  | Munster Rugby         | 67     |